# Six Feet Under

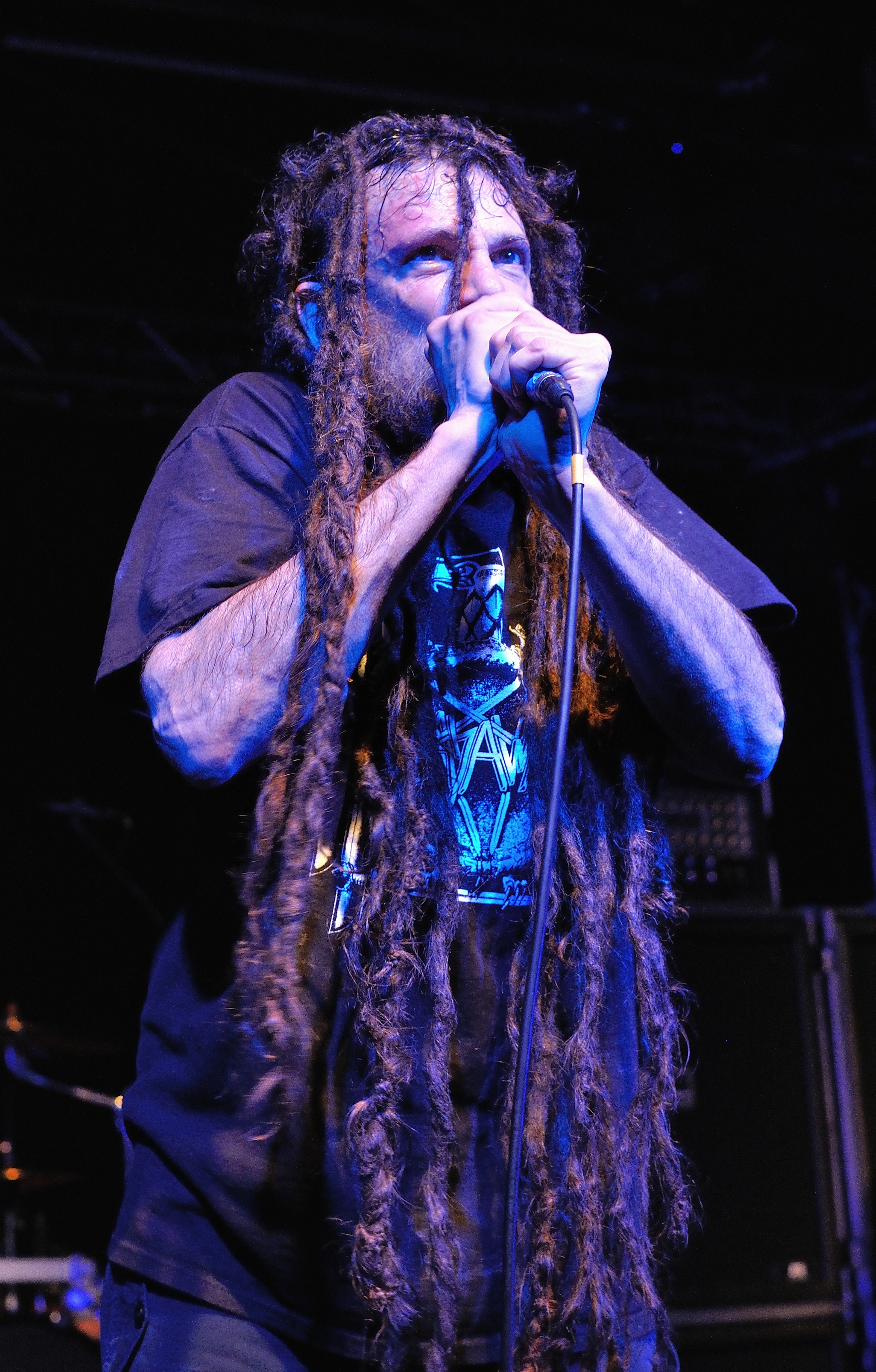
Chris Barnes, 2015

Six Feet Under (často zkracovaná jako SFU, název znamená v překladu Šest stop pod zemí – přibližná hloubka pro ukládání rakví do země v USA) je americká kapela z Floridy hrající klasický death metal.
Vznikla v roce 1993 jako boční projekt zpěváka Cannibal Corpse, Chrise Barnese a kytaristy Obituary Allena Westa. Chris Barnes byl ještě téhož roku vyhozen z Cannibal Corpse právě proto, že věnoval příliš času SFU.

## Diskografie

### Studiová alba
- Haunted – 1995
- Warpath – 1997
- Maximum Violence – 1999
- Graveyard Classics – 2000
- True Carnage – 2001
- Bringer of Blood – 2003
- Graveyard Classics 2 – 2004
- 13 – 2005
- Commandment – 2007
- Death Rituals – 2008
- Graveyard Classics III – 2010
- Undead – 2012
- Unborn – 2013
- Crypt of the Devil – 2015
- Graveyard Classics IV: The Number of the Priest – 2016
- Torment – 2017
- Nightmares of the Decomposed – 2020
- Killing for Revenge – 2024

### EP
- Alive and Dead – 1996

### Live alba
- Double Dead Redux – 2002

### Kompilace
- A Decade in the Grave – 2005

### Video
- Double Dead – 2002
- Live with Full Force – 2004
- Wake the Night! Live in Germany – 2011

### Sestava
- Chris Barnes (1993) – growling, vokály (Cannibal Corpse, Tirant Sin, Leviathan, Torture Killer)
- Steve Swanson (1998–?) – kytara (Massacre, Last Rite (USA))
- Terry Butler (1993–2011) – baskytara (Death, Massacre (USA), Denial Fiend, Obliterhate, Obituary)
- Greg Gall (1993–2011) – bicí (Last Rite (USA), Brian Loyd Band)
- Allan West (1993–1998) – kytara (Lowbrow, Obituary, Massacre, Gallery of Suicide)